# Mezőcsát
Mezőcsát kisváros Borsod-Abaúj-Zemplén vármegyében, a Mezőcsáti járás székhelye. Miskolc és Mezőkövesd között, mindkét településtől kb. 35 kilométerre található.

## Fekvése

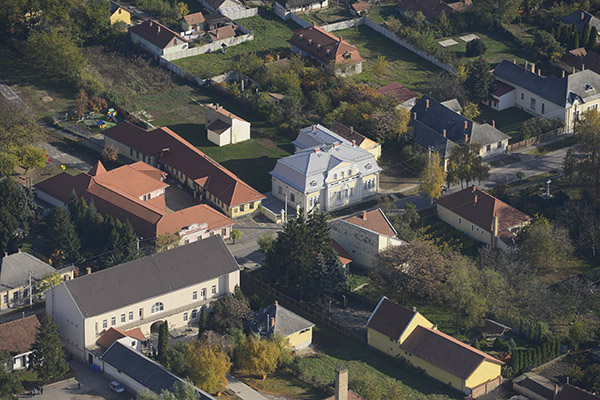
Mezőcsát légi felvétel

A megyeszékhely Miskolctól közel 35 kilométerre délre, Mezőkövesdtől hasonló távolságra délkeletre fekszik, a Borsodi-Mezőség középső részén; Tiszaújvárostól mintegy 20 kilométerre délnyugatra helyezkedik el.
Bár a főútvonalak elkerülik a várost, közúton több irányból is megközelíthető: Miskolc és Nyékládháza felől, a 3-as főútról letérve a 3307-es úton; Tiszaújvárosból a 35-ös főútról Tiszapalkonyán keresztül a 3313-as úton; a 3-as főútról Budapest felől Mezőkeresztesnél lefordulva, a 3304-es, majd a 3305-ös úton; a Tiszántúlról pedig a Tiszán Ároktőnél komppal átkelve, ugyancsak a 3307-es úton érhető el.
Itt van a végállomása a Nyékládházától induló Mezőcsát–Nyékládháza-vasútvonalnak, amely a Hatvan–Miskolc–Szerencs–Sátoraljaújhely-vasútvonallal köti össze a települést. Mezőcsát vasútállomás a város belterületének keleti szélén található, közúti megközelítését a 3313-as útból kiágazó 33 313-as számú mellékút teszi lehetővé. A vasútvonalon 2007. március 4. óta a személyszállítás „ideiglenesen” szünetel.

## Története
A településen őskori leleteket is találtak, ez is bizonyítja, hogy már a történelem előtti időkben is lakott település volt. A preszkítáknak jelentős temetője (Hörcsögös halom) volt a területen. A honfoglaló magyarság is korán megtelepedett itt. 1067-ben apátságot alapítottak a környéken. A város ura ebben az időben a Miskóc nemzetségbéli Bors ispán. Csát – ahogy ekkor hívták a települést – két részből állt: Szabadcsát volt a szabad jobbágyok, Lakcsát a szolgák lakhelye.
A tatárjárás során a település elpusztult, az 1330-as években említik újra, tehát erre az időre épülhetett újjá. Az 1596-os mezőkeresztesi csata után újra elnéptelenedett, mikor azonban Bethlen Gábor fejedelem uralkodása idején Borsod vármegye erdélyi fennhatóság alá került, újra benépesült a falu. Története az elkövetkezendő időkben is ugyanilyen viszontagságos volt, 1686-ban a császári csapatok felégették, 1698-ban azonban már vásártartási jogot kapott, tehát ismét jelentős település lehetett. A 18. század folyamán már vármegyegyűléseket is tartottak a városban. Az 1848-49-es szabadságharcban is részt vesznek a lakosok, megtorlásul a császári csapatok ismét felgyújtották Mezőcsátot.
A kiegyezést követő békés években Mezőcsát tovább fejlődött, a mezőgazdaság mellett a kézművesipar kapott döntő szerepet (kerámiaedények gyártása). 1906-ra elérte a vasútvonal a települést, malmok épültek, bankok nyíltak.
A fejlődő település életében nagy törést okozott a két világháború. Az első világháborúban 176-an haltak hősi halált, nekik állít emléket a Hősök terén, Mezőcsát főterén álló emlékmű. A második világháborúban a zsidó lakosság deportálása is érzékenyen érintette a várost, mert így kereskedői és iparosai jelentős részét elveszítette.
A második világháború embervesztesége Mezőcsát térségében összesen 1280 fő volt:
- m. kir. honvéd: 33 fő
- német katona: 4 fő
- román katona: 50 fő
- szovjet katona: 674 fő
- volt mezőcsáti lakos hősi halottak, és mezőcsáti civil áldozatok: 157 fő
- mezőcsáti zsidó áldozatok: 362 fő

1944. november 7-én a szovjet hadsereg elfoglalta a települést. Mezőcsát egész történelme folyamán a legtöbb embert a második világháborúban veszítette el.
Az elkövetkezendő évtizedekben Mezőcsát szocialista településként tovább fejlődött, 1982-ben azonban elveszítette a járási székhely rangját, és több szerepkörben is Tiszaújváros vette át a helyét. Ennek ellenére azonban a település dinamikusan fejlődik, külseje egyre városiasabb. 1990-ben újság is indult.
1991. január 1-jén Mezőcsát visszakapta régi városi rangját.

### Százd
Mezőcsáttól délkeletre állt az Árpád-korban Szá(s)zd település is, melyről már az 1067 körüli időkből maradtak fenn adatok. 1267-ben már monostora is említve volt „mon. S. Marie...quod dicitur Zazty” néven.
1368-ban, 1400-ban és 1404-ben (Szá(s)zmonostora, 1404-ben Zaz Monostora néven volt említve. Ma már csak puszta.
2008. június 17-én itt rendezték meg a Mezőcsáti gulyásleves napokat is.

## Közélete

### Polgármesterei
- 1990–1994: Arnóth János (független)[4]
- 1994–1998: Arnóth János (független)[5]
- 1998–2002: Arnóth János (független)[6]
- 2002–2006: Arnóth János (független)[7]
- 2006–2010: Dr. Domján László István (független)[8]
- 2010–2014: Dr. Domján László (független)[9]
- 2014–2019: Siposné Horváth Anita Ágnes (Fidesz-KDNP)[10]
- 2019–2024: Siposné Horváth Anita Ágnes (Fidesz-KDNP)[11]
- 2024– : Siposné Horváth Anita Ágnes (Fidesz-KDNP)[1]

## Népesség
A település népességének változása:
| Lakosok száma | 6036 | 5961 | 5661 | 5650 | 5657 | 5611 |
|               | 2013 | 2014 | 2018 | 2022 | 2023 | 2024 |

2001-ben a település lakosságának közel 100%-a magyar nemzetiségűnek vallotta magát.
A 2011-es népszámlálás során a lakosok 91,8%-a magyarnak, 7,8% cigánynak, 0,3% németnek mondta magát (8,2% nem nyilatkozott; a kettős identitások miatt a végösszeg nagyobb lehet 100%-nál). A vallási megoszlás a következő volt: római katolikus 29,2%, református 42,1%, görögkatolikus 0,9%, felekezeten kívüli 8,4% (18,2% nem nyilatkozott).
2022-ben a lakosság 88,3%-a vallotta magát magyarnak, 3,3% cigánynak, 0,3% németnek, 0,1-0,1% bolgárnak, ukránnak, szlováknak, románnak és lengyelnek, 1,2% egyéb, nem hazai nemzetiségűnek (10% nem nyilatkozott; a kettős identitások miatt a végösszeg nagyobb lehet 100%-nál). Vallásuk szerint 14,9% volt római katolikus, 28,7% református, 1,2% görög katolikus, 1% egyéb keresztény, 0,1% evangélikus, 9,2% felekezeten kívüli (43,7% nem válaszolt).

## Népművészet
Mezőcsát az 1800-as évek elején a magyar népi Mezőcsát fazekasművészet központja volt. Itt korongolták azokat a virágdíszes cserépedényeket, melyeket aztán a vásározó fazekasok tettek messze földön híressé. Itt készültek először a Miska-kancsók és a madárdíszes pálinkás butéliák is.
Amikor a településen a híres fazekas családok kihaltak, tőlük a tiszafüredi mesterek vették át e szép hagyományt, akik most is formázzák a fehér, madaras mintájú cserepeket, köcsögfákat és butéliákat.

## Látnivalók

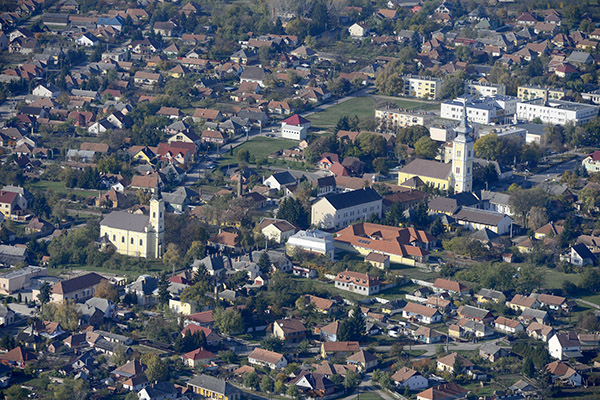
Mezőcsát templomai, légi fotó

- Zöldhalompuszta (Mezőcsát és Mezőkeresztes között) 1928-ban itt találták meg a 37 cm hosszú és 409 gramm súlyú, a Kr. e. V-IV. századból származó szkíta aranyszarvast:
- Dobozy-kastély
- Márk-kastély
- Édes-kastély
- A református templom fakazettás mennyezete (http://fenysugar.com)
- Zsinagóga
- Kiss József emlékház
- Népi tájház
- Mezőcsáti termálfürdő

## Híres szülöttei
- Farkas Attila (1974. április 2.) rádióriporter, grafikus, festő
- Kálloy Molnár Péter (1970. június 6.) színész
- Kiss József (1843–1921) író, költő, szerkesztő. „A Hét” című folyóirat főszerkesztője, aki folyóiratával előkészítette a Nyugat (folyóirat) fellépését. Ő magyarította meg a jambikus verselést.
- Kordos László (1950. május 23.) geológus, paleontológus
- Balogh Csaba (1968. november) absztrakt festő, fotográfus
- Gályász Ildikó (1973. október 8.)